# Caitlyn Folley
Caitlyn Anne Folley (13 giugno 1987) è un'attrice statunitense.

## Filmografia

### Film
- SX_Tape (2013)
- The FP (2011)
- Fault Line (2009)
- My Suicide (2009)
- Beautiful Loser (2006)
- Happy Endings (2005)
- Speak - Le parole non dette (2004)

### Serie televisive
- Bones (2007)
- 3 libbre (2006)